# Strix butleri
El cárabo árabe o cárabo de Omán (Strix butleri) es una especie de ave estrigiforme de la familia Strigidae, nativa del oeste de Asia y el este de África. Es un búho sin orejas de tamaño medio, más pequeño que el cárabo común de entre 29 y 33 cm de longitud. Es de hábitos preferentemente nocturnos y sedentarios. Su cuerpo es robusto y la cabeza redonda similar a un cárabo pequeño, pero es más pálido, tiene menos rayas, particularmente en las partes inferiores y los ojos son de color amarillo.

## Distribución y hábitat
Su hábitat son  las sabanas y áreas desérticas en Siria, Israel, el noreste de Egipto y la península arábiga. Está clasificado como preocupación menor por la IUCN.